# Baigneaux (Eure-et-Loir)
Baigneaux település Franciaországban, Eure-et-Loir megyében. Lakosainak száma 216 fő (2022. január 1.). Baigneaux Bazoches-les-Hautes, Tillay-le-Péneux, Lumeau, Poupry, Dambron és Santilly községekkel határos.

## Népesség
A település népességének változása:
| Lakosok száma | 268  | 198  | 204  | 215  | 248  | 250  | 225  | 208  | 204  | 216  |
|               | 1968 | 1982 | 1990 | 2006 | 2013 | 2015 | 2017 | 2019 | 2020 | 2022 |